# Къпчакски език
Къпчакският език е мъртъв тюркски език от къпчакската група.
От него произлизат повечето тюркски езици, които се говорят в Източна Европа и Кавказ, защото къпчакският език се е използвал като език за междуетническо общуване в Златната орда.
Казахите са потомци на източнокъпчакски племена, живели в Северен Казахстан през 10 век, но са мигрирали по-късно на запад. Ето защо техният език произлиза от по-стара форма на къпчакския. Твърде вероятно е волжките прабългари да са били асимилирани от къпчакоговорещи племена през 14-15 век. Казанските татари, астраханските татари, балкарците, башкирите и монголската аристокрация в Златната орда са използвали също къпчакския език през 13-15 век.
Къпчакският език съдържа много заемки от монголския език.